# یواس‌اس تیفون (پی‌سی-۵)
یواس‌اس تیفون (پی‌سی-۵) (به انگلیسی: USS Typhoon (PC-5)) یک کشتی بود که طول آن ۱۷۴ فوت (۵۳ متر) بود. این کشتی در سال ۱۹۹۳ ساخته شد.